# توتنهام هوتسبير موسم 2025–26
موسم 2025–26 هو الموسم الـ144 في تاريخ نادي توتنهام هوتسبير لكرة القدم، والموسم الثامن والأربعين على التوالي في الدوري الإنجليزي الممتاز. بالإضافة إلى الدوري المحلي، سيشارك النادي أيضًا في كأس الاتحاد الإنجليزي وكأس الرابطة الإنجليزية ودوري أبطال أوروبا وكأس السوبر الأوروبي.